# Prix Albert-Camus
Pour les articles homonymes, voir Albert Camus et Camus.
 (novembre 2016).
Si vous disposez d'ouvrages ou d'articles de référence ou si vous connaissez des sites web de qualité traitant du thème abordé ici, merci de compléter l'article en donnant les références utiles à sa vérifiabilité et en les liant à la section « Notes et références ».
Le prix Albert-Camus était un prix littéraire créé par les « Rencontres méditerranéennes Albert-Camus » en 1987. Il visait à récompenser un auteur de la langue française et originaire du bassin méditerranéen. 
Cependant, il n'est plus décerné depuis 1997.

## Liste des lauréats
- 1997 : Jean-Luc Barré pour Algérie, l'espoir fraternel (Stock)
- 1996 : Andrée Chedid pour Les Saisons de passage (Flammarion)[1]
- 1995 : Jean-Noël Pancrazi pour Madame Arnoul (Gallimard)
- 1994 : Jean Daniel pour L'Ami anglais (Grasset)
- 1993 : Vassilis Alexakis pour Avant (Seuil)
- 1992 : Rachid Mimouni pour l'ensemble de son œuvre et plus particulièrement pour Une peine à vivre (Stock) et De la barbarie en général et de l'intégrisme en particulier (Pré aux clercs)
- 1991 : Marcel Moussy pour Parfum d'absinthe (Albin Michel)
- 1990 : Jacques Fieschi pour L’Homme à la mer (J.C. Lattès)
- 1989 : Christiane Singer pour Histoire d'âme (Albin Michel)
- 1988 : Bertrand Visage pour Angelica (Seuil)
- 1987 : Roger Grenier pour Albert Camus, soleil et ombre (Gallimard)